# Micrispa sinuicosta
Micrispa sinuicosta là một loài bọ cánh cứng trong họ Chrysomelidae. Loài này được Gressitt miêu tả khoa học năm 1957.